# La Chancla
La Chancla är en ort i Mexiko.   Den ligger i kommunen San Rafael och delstaten Veracruz, i den sydöstra delen av landet, 250 km öster om huvudstaden Mexico City. La Chancla ligger 12 meter över havet och antalet invånare är 166.
Terrängen runt La Chancla är platt, och sluttar norrut. Runt La Chancla är det ganska tätbefolkat, med 185 invånare per kvadratkilometer. Närmaste större samhälle är San Rafael, 1,9 km väster om La Chancla. Omgivningarna runt La Chancla är en mosaik av jordbruksmark och naturlig växtlighet.